# Женевские дискуссии
Женевские дискуссии — серия переговоров между Грузией, Россией и самопровозглашёнными республиками (Абхазией и Южной Осетией), прошедших при поддержке ООН с 15 октября по 18 февраля 2008 года, а также в июне 2010 года в Женеве.
Дискуссии были нацелены на разрешение проблем, возникших после войны в Грузии 2008 года.

## Ход дискуссий

### 2008
Проведение международных дискуссий по статусу Абхазии и Южной Осетии было обозначено в плане Медведева — Саркози. 8 сентября была обговорена и точная дата начала этих дискуссий — 15 октября.
Первая встреча фактически была провалена. Грузинские делегаты отказались сесть за стол переговоров вместе с представителями Абхазии и Южной Осетии. После заявления об этом глава абхазского МИД демонстративно покинул заседание. Затем зал покинули грузинская и российская делегация, при этом переложив друг на друга ответственность за срыв переговоров.
Для того чтобы на второй встрече 18 ноября не произошло подобной ситуации, европейцы предложили следующий формат работы: были организованы две рабочие группы, представители разных стран участвуют в них без табличек, на которых была бы указана их страна. Одна группа занимается вопросами стабильности и безопасности в регионе, другая займётся вопросом беженцев и гуманитарной помощи. Это позволило провести дискуссии, однако никаких конкретных решений принято не было. Однако успехом стало уже то, что стороны встретились в одном месте и обсудили спорные вопросы.
К проведению второй встречи швейцарская газета Tribune de Genève отнеслась очень оптимистично, возлагая очень большие надежды, так как впервые после разрыва дипломатических отношений представители Грузии и России собрались за одним столом: «При этом боевые действия закончились, и большая часть российских войск отошла в Южную Осетию. Это большой шанс! Очень хорошее начало» — приводились слова профессора Института международных исследований и развития Даниэля Варне.
Третий раунд Женевских дискуссий прошёл 17–18 декабря.
В рамках этой встречи первая рабочая группа обсуждала вопросы стабильности и безопасности в регионе, возможные механизмы по предотвращению и разрешению конфликтов. Однако формального соглашения выработано не было, так что этот вопрос должен был вновь быть поднят на следующей встрече.
Вторая рабочая группа обсуждала статус беженцев. Дискуссии были сфокусированы на принятии конкретных мер, направленных на улучшение положения этих людей, особенно путём запуска новых экономических программ, а также предоставлением гуманитарной помощи. Участники договорились о необходимости наладить поставки газа, воды и электричества в районы, пострадавшие в результате войны.
Несмотря на попытки Франции, ЕС, ОБСЕ и ООН настоять на обсуждении статуса недавно признанных Россией республик, было ясно, что достичь изменения ситуации не удастся. Это можно хорошо увидеть из заявления министра иностранных дел Сергея Лаврова «данное мероприятие — это не конференция, а дискуссия», а статус Южной Осетии и Абхазии, по его словам, «прояснен раз и навсегда».
Заключительный четвёртый раунд прошёл 17–18 февраля в Женеве. Его главным итогом стал первый успешно принятый документ, предусматривающий определённые механизмы по обеспечению взаимодействия в регионе. Хоть этот документ и не носит юридически обязывающего характера, значение его важно: по его условиям еженедельно будут проводиться встречи представителей структур, занимающихся обеспечением безопасности в зоне конфликта, что поможет им скоординировать действия, обменяться оценками и прогнозами.
«Механизмы предусматривают участие представителей структур, отвечающих за безопасность и общественный порядок в соответствующих районах. То есть, на нашей территории имеется в виду соответствующие структуры Южной Осетии и РФ, которые здесь находятся по двустороннему договору и по просьбе РЮО, на грузинской стороне — соответствующие структуры Грузии. Также предполагается участие представителей международных организаций», — сказал о выработанном соглашении Мурат Джиоев, Министр иностранных дел Республики Южная Осетия.

### 2010
По итогам последнего раунда переговоров в июне 2010 г. представители Южной Осетии и Абхазии заявили, что переговоры зашли в тупик. Главной причиной противоречий явилось соглашение о неприменении силы, на подписании которого настаивали представители России, Южной Осетии и Абхазии. Россия заявила, что не является стороной конфликта и Грузия должна подписать это соглашение с Абхазией и Южной Осетией. Грузия, со своей стороны, заявляла, что и так выполняет соглашение о прекращении огня, подписанное в августе 2008 года, в котором уже содержится обязательство о неприменении силы. Грузия заявляла о готовности подписать ещё одно отдельное соглашение с тем условием, что Россия будет стороной этого соглашения. Также грузинская сторона настаивала на внесении в этот документ обязательств по выводу вооружённых сил из зон конфликта.

### 2011
В марте 2011 года прошёл 15-й раунд дискуссий, на которых, в частности, обсуждалось состояние Илорского храма до реставрации и после неё.